# Сава Бојић
Сава Бојић (Чачак, 1953) српски је гитариста, аранжер, продуцент, композитор и пратећи вокал.

## Биографија
Рођен је у Чачку, где је и живео до своје 18. године и где је завршио основну школу и Гимназију. Прва група у којој је свирао звала се “Question Mark”, а у кратком периоду свирао је и у саставу "Чачански племићи" са Радомиром Михаиловићем Точком, касније цењеним гитаристом и оснивачем групе Смак.
Прве акорде на гитари показао му је старији колега, комшија, а касније и блиски сарадник Предраг Вуковић Вукас. Као неко ко је потекао из чачанске рок генерације, чији су главни представници касније били Михаиловић и Бора Ђорђевић, Бојић се у младости опредељује искључиво за рок музику.
Крајем шездесетих година, преселио се у Београд где је завршио Филолошки факултет, а као и многи музичари тог доба свирао је у многим реномираним хотелима на мору.
Почетком 1972. године, постаје члан новооснованог прогресивног и хард рок састава Поп машина. Међутим, из групе убрзо одлази пошто су остали чланови били склони импровизацији док се он стриктно придржавао постојеће теме и композиције, због чега је између њих дошло до неразумевања. За време његовог боравка, група је за потребе емисије Вече уз Радио снимила две песме, међу којима је и његова композиција "Ја, Луцифер", али ниједна од њих није сачувана.
Као неко ко је тада увелико био цењен по прецизним свиркама репертоара Џимија Хендрикса, Бојић 1974. године као гитариста и певач учествује у оснивању прогресивног бенда Тако. Због своје некомерцијалности група се у почетку тешко пробијала на сцени, али наредне године у студију Радио Београда снима песме "Чујем своје мисли", "Даждевњак", "Лена" и "Чудан град". Међутим, почетком 1976. године Бојић одлази на служење војног рока, а замењује га Сава Јојић.

## Први већи успеси
Иако је своју каријеру започео као рок музичар, Сава је касније оставио најдубљи траг у народној музици, пре свега као члан групе Јужни ветар.
Прекретница у његовом животу и каријери десила се крајем 1977. године, када је постао члан тада активног и актуелног народног оркестра под управом хармоникаша Александра Аце Степића. Поред сталног ангажмана у оркестру Аце Степића, Сава у то време свира и на албумима студијских оркестара Бранимира Ђокића, Томице Миљића, Драгана Кнежевића и других.
Заједно са бас-гитаристом, а касније и кумом Миодрагом М. Илићем, познатијим под надимком Миле Бас којег је упознао у оркестру Аце Степића, Бојић 1978. године снима његове прве ауторске песме Не иди од мене и Хоћу, бабо, да се женим Душана Костића. Већ наредне године, њих двојица оснивају студијски ансамбл "Кошутњак", који је чинила већина чланова оркестра Аце Степића. Под овим именом бивају објављена три сингла, а средином 1980. године ансамбл мења име у Јужни ветар.

## Осамдесете године
Са мањим паузама, Сава је део Јужног ветра, али је учествовао и у раду других оркестара. У овом периоду, учествовао је и у свирању музике за серију Врућ ветар. Дана 1. јануара 1981. године напустио је оркестар Александра Аце Степића, након чега креће да свира са концертним оркестром Златне струне, са којим је доста наступао у иностранству, па је 1981. године паузирао и у раду са Јужним ветром.
После краће паузе се враћа у Јужни ветар, након чега почињу снимања албума првих чланова будуће певачке петорке - Синана Сакића и Шемсе Суљаковић.
Године 1983. се формира и музички квартет, који поред Бојића чине и Миодраг М. Илић, хармоникаш Перица Здравковић и бубњар Момчило Моша Јовановић. Управо на Савину препоруку, оркестру се накратко придружује и клавијатуриста Лазар Ристовски. Међутим, већ крајем 1984. године услед набавке ритам машине Јовановић одлази, па оркестар у наредном периоду делује као тројац који чине Илић, Бојић и Здравковић.
У свом студијском раду са Јужним ветром и осталим оркестрима и бендовима Сава је користио електричне гитаре марке Ibanez и Charvel, a повремено и Fender Stratocaster и Telecaster. Често је користио и традиционалне инструменте, бузуки, шаргију, саз, класичну и акустичну гитару којима је уносио медитерански, исламски и грчки звук у песмама. Такође, уносио је и примесе диско и рок звука у музику Јужног ветра, који се тиме сматра једним од пионира модернизације народне музике.
Крајем 1985. године, услед првих несугласица и жеље за студијским радом Сава поново накратко напушта Јужни ветар, па га замењује Јосип Бочек. У овом периоду, као студијски музичар учествује на албумима Ралета Ћајића и Љубе Аличића. Међутим, убрзо се враћа наредне године за велику турнеју Јужног ветра широм Југославије, након чега снима неколико албума са оркестром. Већ 1987. године поново одлази, овај пут на дуже време, због чега га поново мења Бочек. У краћим паузама у раду, Сава је радио као студијски музичар на многим пројектима, међу којима је најзначајнија сарадња са Микијем Јевремовићем са којим је снимио више албума, а најпознатија је сарадња на пар верзија његовог хита Пијем.
Такође, тада је био и гитариста студијског оркестра Мише Мијатовића, са којим је снимио неколико албума међу којима се издвојио албум Весне Змијанац, а гостовао је и у раду других оркестара и музичких група као студијски музичар и аранжер. Заједно са клавијатуристом Златком Тимотићем Злајом убрзо оснива бенд Оаза који снима три албума, од којих је најпознатији деби Џеја Рамадановског - Зар ја да ти бришем сузе. За насловну песму, са којом је Џеј освојио трећу награду публике на МЕСАМ-у, Бојић је урадио аранжман.
Средином 1988. године поново се враћа у Јужни ветар, где учествује на снимању албума певачке петорке којој се тада прикључио Љубиша Стојановић Луис. Међутим, рат на просторима Југославије, као и нарушени међуљудски односи учинили су да се састав дефинитивно распадне 1991. године.

## Деведесете године
Јужни ветар наставља са радом, па тако на препоруку текстописца Николе Грбића Перицу Здравковића замењује виртуоз на хармоници Бранислав Бане Васић, а Саву мења тадашњи гитариста Луисовог пратећег бенда, Драган Адамовић Кајга, који након два снимљена албума није испунио очекивања, па је састав наставио као двојац који чине Илић и Васић.
Сава и Перица настављају заједно, оснивајући групу Жар која објављује албуме Добра девојка Драгане Мирковић, Ако ме умириш сад Весне Змијанац, Кад-тад Наташе Ђорђевић и албум Радише Урошевића Милена. Ипак, уметнички путеви им се разилазе, па Перица под утицајем нових музичких таласа прелази у комерцијалну музику и почиње да ради за ЗАМ и Гранд продукцију.
Сава тада почиње да ради у сопственој продукцији, а најчешће сарађује са Мирољубом Брзаковићем Брзим, са којим је и раније урадио пар албума. У међувремену, накратко је обновио и сарадњу са Драганом Мирковић и Весном Змијанац, а ради и на албумима Марте Савић Кад сам срела, Бубе Мирановић и других.
Сарадњу са Перицом Здравковићем је накратко обновио на инсистирање Милета Китића, који је у међувремену напустио Јужни ветар, на његовим албумима Остај овде и Привиђење, као и на албуму Маринка Роквића, где учествује у својству госта због чега је на њима био доминантан стил који је Перица Здравковић у међувремену развио. У то време снимио је и неколико албума са оркестрима Мирољуба Аранђеловића Кемиша и Миће Николића, али крајем деценије поново добија позив од Миодрага Илића и одлучује да се врати у Јужни ветар.

## Повратак у Јужни ветар
На опште задовољство фанова, Сава се 1999. године враћа у Јужни ветар, где га је дочекао хармоникаш Бане Васић, али све је кратко трајало, па заједно снимају само албуме Од раја до пакла Ацка Незировића и Не, не дај да те љуби Синана Сакића, који се 1994. године вратио у састав.
Услед жеље за изградњом соло каријере, Васић убрзо одлази. Илић и Бојић настављају да стварају албуме, али са све мањим успехом због потпуне компјутеризације продукције и сарадње са неквалитетним певачким именима. Од познатијих певача, у саставу остаје једино Иван Кукољ Куки, који је са њим снимио велики број албума, али и он одлази 2009. године. У овом периоду, Сава ради знатно мањим интензитетом у односу на претходне деценије, па као студијски музичар сарађује са Мирољубом Аранђеловићем Кемишем и Банетом Васићем.
Због даљег инсистирања на компјутеризацији и нарушених међуљудских односа, поново и овај пут дефинитивно, крајем 2009. године напушта Јужни ветар. У наредној деценији често је сарађивао са продукцијском кућом Саше Јелића, СЈ студио.